# Bleek tepelpalpje
Het bleek tepelpalpje (Nematogmus sanguinolentus) is een spin uit de familie hangmatspinnen (Linyphiidae).
Het gehele lichaam is glanzend rood, op de palpen en de poten na. Het vrouwtje heeft een kogelvormig achterlijf met een zwarte stip op de onderzijde daarvan. De spin kan ook totaal oranje of oranjegeel zijn. Maar altijd heeft de spin zwarte pedipalpen. Het bleek tepelpalpje is te vinden in het Palearctisch gebied.